# Hiroko Sano
Hiroko Sano (佐野 弘子 Sano Hiroko?), född 5 februari 1983, är en japansk tidigare fotbollsspelare.
Hiroko Sano spelade 1 landskamp för det japanska landslaget.